# Jasper Fforde
Jasper Fforde (* 11. ledna 1961 Londýn) je britský spisovatel s polskými kořeny. Proslavil se sérií románů, jejichž hrdinkou je Thursday Next., agentka speciálního detektivního útvaru na odhalování literárních padělků. Stal se zakladatelem i představitelem nového literárního žánru humorné fantasy (comic fantasy).

## Život

### Rodina
Narodil se v roce 1961 v Londýně jako syn vysokého bankovního úředníka Johna Standishe Fforde. Je spřízněn se spisovatelkou Katie Fforde, která je provdaná za jeho bratrance Desmonda Fforde. Je vnukem polského politika Josepha Retingera a pravnukem novináře E. D. Morela.

### Vzdělání a kariéra
Vzdělání získal na pokrokové škole Dartington Hall School a první roky své kariéry začal u filmu jako pomocný kameraman a později jako asistent kamery. Spolupracoval na mnoha filmech, mezi kterými byla i známá díla jako bondovka Zlaté oko, dobrodružný film Zoro: Tajemná tvář nebo thriller Past.

### Literární začátky
Svoji první novelu The Eyre Affair (v českém překladu Malér Eyrová) vydal v roce 2001. Hlavní hrdinka vyprávění, agentka Thursday Next (Středa Další) žije v alternativním světě ovládaném společností Goliáš a má za úkol odhalovat viníky a zasahovat v případech padělání literárních děl. Novelu nechtěl zpočátku žádný vydavatel přijmout, pro její nezvyklý námět i zpracování, ale po jejím uveřejnění měla takový úspěch, že vznikla celá série a autor dopisuje stále nové příhody. Kromě této série pracuje ještě na dalších literárních projektech: Nursery Crime Division, Shades of Grey, The Dragonslayer trilogy a Standalone Novels.
V současnosti žije ve Walesu se svou přítelkyní Mari Roberts.

## Dílo
Pro autorovu tvorbu je typická literární univerzálnost, slovní hříčky a pohrávání si s tradičními žánry. Jeho díla jsou žánrově nesnadno zařaditelná, obsahují obvykle různé prvky z metafyziky, fantastiky i parodie.

### Romány
- Thursday Next[2]
  - The Eyre Affair, 2001 – v českém překladu Pavla Medka Malér Eyrová, 2006
  - Lost in a Good Book, 2002 – v českém překladu Pavla Medka Ztracena v dobré knize, 2011
  - The Well of Lost Plots, 2003
  - Something Rotten, 2004
  - First Among Sequels, 2007
  - One of our Thursdays is Missing, 2011
  - The Woman Who Died a Lot, 2012
  - Dark Reading Matter
- Nursery Crime Division[3]
  - The Big Over Easy, 2005
  - The Fourth Bear, 2006
- Shades of Grey[4]
  - Shades of Grey 1: The Road to High Saffron, 2010
- The Dragonslayer trilogy[5]
  - The Last Dragonslayer, 2010 – v českém překladu Martina Pokorného Poslední drakobijce, 2014
  - The Song of the Quarkbeast, 2011 – v českém překladu Martina Pokorného Píseň zvěrokvarka, 2014
  - The Eye of Zoltar, 2014
- Samostatné knihy
  - Early Riser, 2018
  - The Constant Rabbit, 2020

### Povídky
V roce 2007 publikoval autor povídku Locked Room Mystery mystery (Tajemství 13. komnaty) v britských novinách Guardian; tato povídka je dostupná i v on-line verzi. V roce 2009 otiskl ve velšské edici britského časopisu Big Issue, distribuovaného bezdomovci, povídku nazvanou  We are all alike (Jsme všichni stejní).

## Ocenění
- Bollinger Everyman Wodehouse prize (The Well of Lost Plots), 2004

## Fforde Ffiesta
Při příležitosti knižního Fforde Ffestivalu v září 2005, vznikla i akce Fforde Ffiesta, která se od té doby koná každý rok v rodném městě hrdinky románů Středy Další, ve Swindonu. O svátečním májovém week-endu tam přijíždějí lidé z Austrálie nebo Spojených států, aby se zúčastnili bohatého programu, který propaguje autorovy knihy. Součástí programu je i vědomostní soutěž Dej ovoci jméno, soutěž v rychlém čtení Hamleta nebo interaktivní představení hry Richard III..

## Ostatní zájmy
Kromě literatury patří mezi autorovy zájmy především létání. Je majitelem historického letadla Rearwin Skyranger 1517.